# Jégkorong az 1980. évi téli olimpiai játékokon
Az 1980. évi téli olimpiai játékokon a jégkorongtornát február 12. és 24. között tartották a Lake Placid-i, mai nevén Herb Brooks Arénában.
Az olimpiai tornát óriási meglepetésre az Egyesült Államok nyerte meg. A torna esélyese a Szovjetunió volt, amely 1964 óta mindegyik olimpiát megnyerte, 24 mérkőzésükből 22-t nyertek. Az amerikai csapat a négyes döntőben 4–3-ra verte a szovjeteket, majd a finneket is 4–2-re. A szovjetek elleni mérkőzést „csoda a jégen” elnevezéssel illették, amelyből film is készült.

## Éremtáblázat
(A rendező ország csapat eltérő háttérszínnel, az egyes számoszlopok legmagasabb értéke, vagy értékei vastagítással kiemelve.)
| Az 1980. évi téli olimpiai játékok éremtáblázata jégkorongban | Az 1980. évi téli olimpiai játékok éremtáblázata jégkorongban | Az 1980. évi téli olimpiai játékok éremtáblázata jégkorongban | Az 1980. évi téli olimpiai játékok éremtáblázata jégkorongban | Az 1980. évi téli olimpiai játékok éremtáblázata jégkorongban | Olimpia  |
| ------------------------------------------------------------- | ------------------------------------------------------------- | ------------------------------------------------------------- | ------------------------------------------------------------- | ------------------------------------------------------------- | -------- |
|                                                               | Ország                                                        | Arany                                                         | Ezüst                                                         | Bronz                                                         | Összesen |
| 1.                                                            | Egyesült Államok (USA)                                        | 1                                                             | 0                                                             | 0                                                             | 1        |
|                                                               |                                                               |                                                               |                                                               |                                                               |          |
| 2.                                                            | Szovjetunió (URS)                                             | 0                                                             | 1                                                             | 0                                                             | 1        |
|                                                               |                                                               |                                                               |                                                               |                                                               |          |
| 3.                                                            | Svédország (SWE)                                              | 0                                                             | 0                                                             | 1                                                             | 1        |
|                                                               |                                                               |                                                               |                                                               |                                                               |          |
| Összesen                                                      | Összesen                                                      | 1                                                             | 1                                                             | 1                                                             | 3        |

## Érmesek
| Az 1980. évi téli olimpiai játékok érmesei jégkorongban | Az 1980. évi téli olimpiai játékok érmesei jégkorongban | Az 1980. évi téli olimpiai játékok érmesei jégkorongban | Az 1980. évi téli olimpiai játékok érmesei jégkorongban |
| Arany | Ezüst | Bronz |                                                         |
| Egyesült Államok (USA) | Szovjetunió (URS) | Svédország (SWE) |                                                         |
| --- | --- | --- | ------------------------------------------------------- |
| Jim Craig Jack O'Callahan Bill Baker Ken Morrow Mike Ramsey Bob Suter Dave Christian Dave Silk Steve Janaszak Mark Johnson Rob McClanahan John Harrington Mark Pavelich Buzz Schneider Steve Christoff Neal Broten Mike Eruzione Eric Strobel Mark Wells Phil Verchota | Helmuts Balderis Zinetula Biljaletgyinov Vjacseszlav Fetyiszov Alekszandr Golikov Vlagyimir Golikov Valerij Harlamov Alekszej Kaszatonov Vlagyimir Krutov Jurij Lebegyev Szergej Makarov Alekszandr Malcev Borisz Mihajlov Vlagyimir Miskin Vaszilij Pervuhin Vlagyimir Petrov Alekszandr Szkvorcov Szergej Sztarikov Vlagyiszlav Tretyjak Valerij Vasziljev Viktor Zsluktov | Pelle Lindbergh William Löfqvist Tomas Jonsson Sture Andersson Ulf Weinstock Jan Eriksson Tommy Samuelsson Mats Waltin Thomas Eriksson Per Lundquist Mats Åhlberg Håkan Eriksson Mats Näslund Lennart Norberg Bengt Lundholm Leif Holmgren Bo Berglund Dan Söderström Lars Molin Harald Lückner |                                                         |

## Lebonyolítás
A 12 csapatot 2 darab, 6 csapatos csoportba sorsolták. A csoportokban körmérkőzések döntötték el a csoportok végeredményét. A csoportokból az első két helyezett jutott a négyes döntőbe. A négyes döntőben a továbbjutott csapatok újabb körmérkőzéseket játszottak, de csak azok a csapatok mérkőztek egymással, amelyek a csoportkörben nem találkoztak, a csoportkörben lejátszott eredményeiket is figyelembe vitték.
A csoportkör harmadik helyezettjei az 5. helyért játszhattak, a negyedik, ötödik és hatodik helyezettjek kiestek.

## Csoportkör
| Színmagyarázat                                                |
| ------------------------------------------------------------- |
| A csoportok első két helyezettje bejutott a négyes döntőbe.   |
| A csoportok harmadik helyezettjei az 5. helyért játszhattak.  |
| A csoportok negyedik, ötödik és hatodik helyezettjei kiestek. |

### Piros csoport
| Csapat        | M | Gy | D | V | G+ | G– | Gk  | P  |
| ------------- | - | -- | - | - | -- | -- | --- | -- |
| Szovjetunió   | 5 | 5  | 0 | 0 | 51 | 11 | +40 | 10 |
| Finnország    | 5 | 3  | 0 | 2 | 26 | 18 | +8  | 6  |
| Kanada        | 5 | 3  | 0 | 2 | 28 | 12 | +16 | 6  |
| Lengyelország | 5 | 2  | 0 | 3 | 15 | 23 | –8  | 4  |
| Hollandia     | 5 | 1  | 1 | 3 | 16 | 43 | –27 | 3  |
| Japán         | 5 | 0  | 1 | 4 | 7  | 36 | –29 | 1  |

- Finnország és Kanada között az egymás elleni eredmény (4–3) döntött.

| 1980. február 12. | Kanada (CAN) | 10 – 1 (2–1, 2–0, 6–0) | Hollandia | Lake Placid |

|  |  |  |  |  |
|  |  |  |  |  |
|  |  |  |  |  |
|  |  |  |  |  |

| 1980. február 12. | Finnország (FIN) | 4 – 5 (0–1, 3–4, 1–0) | Lengyelország | Lake Placid |

|  |  |  |  |  |
|  |  |  |  |  |
|  |  |  |  |  |
|  |  |  |  |  |

| 1980. február 12. | Szovjetunió (URS) | 16 – 0 (8–0, 5–0, 3–0) | Japán | Lake Placid |

|  |  |  |  |  |
|  |  |  |  |  |
|  |  |  |  |  |
|  |  |  |  |  |

| 1980. február 14. | Szovjetunió (URS) | 17 – 4 (8–1, 7–1, 2–2) | Hollandia | Lake Placid |

|  |  |  |  |  |
|  |  |  |  |  |
|  |  |  |  |  |
|  |  |  |  |  |

| 1980. február 14. | Kanada (CAN) | 5 – 1 (1–0, 2–1, 2–0) | Lengyelország | Lake Placid |

|  |  |  |  |  |
|  |  |  |  |  |
|  |  |  |  |  |
|  |  |  |  |  |

| 1980. február 14. | Finnország (FIN) | 6 – 3 (2–0, 2–2, 2–1) | Japán | Lake Placid |

|  |  |  |  |  |
|  |  |  |  |  |
|  |  |  |  |  |
|  |  |  |  |  |

| 1980. február 16. | Hollandia (NED) | 3 – 3 (1–3, 1–0, 1–0) | Japán | Lake Placid |

|  |  |  |  |  |
|  |  |  |  |  |
|  |  |  |  |  |
|  |  |  |  |  |

| 1980. február 16. | Szovjetunió (URS) | 8 – 1 (5–1, 1–0, 2–0) | Lengyelország | Lake Placid |

|  |  |  |  |  |
|  |  |  |  |  |
|  |  |  |  |  |
|  |  |  |  |  |

| 1980. február 16. | Kanada (CAN) | 3 – 4 (1–2, 0–1, 2–1) | Finnország | Lake Placid |

|  |  |  |  |  |
|  |  |  |  |  |
|  |  |  |  |  |
|  |  |  |  |  |

| 1980. február 18. | Kanada (CAN) | 6 – 0 (2–0, 2–0, 2–0) | Japán | Lake Placid |

|  |  |  |  |  |
|  |  |  |  |  |
|  |  |  |  |  |
|  |  |  |  |  |

| 1980. február 18. | Lengyelország (POL) | 3 – 5 (1–3, 1–2, 1–0) | Hollandia | Lake Placid |

|  |  |  |  |  |
|  |  |  |  |  |
|  |  |  |  |  |
|  |  |  |  |  |

| 1980. február 18. | Szovjetunió (URS) | 4 – 2 (0–1, 1–0, 3–1) | Finnország | Lake Placid |

|  |  |  |  |  |
|  |  |  |  |  |
|  |  |  |  |  |
|  |  |  |  |  |

| 1980. február 20. | Lengyelország (POL) | 5 – 1 (3–0, 1–0, 1–1) | Japán | Lake Placid |

|  |  |  |  |  |
|  |  |  |  |  |
|  |  |  |  |  |
|  |  |  |  |  |

| 1980. február 20. | Finnország (FIN) | 10 – 3 (2–1, 2–1, 6–0) | Hollandia | Lake Placid |

|  |  |  |  |  |
|  |  |  |  |  |
|  |  |  |  |  |
|  |  |  |  |  |

| 1980. február 20. | Szovjetunió (URS) | 6 – 4 (1–1, 1–2, 4–1) | Kanada | Lake Placid |

|  |  |  |  |  |
|  |  |  |  |  |
|  |  |  |  |  |
|  |  |  |  |  |

### Kék csoport
| Csapat           | M | Gy | D | V | G+ | G– | Gk  | P |
| ---------------- | - | -- | - | - | -- | -- | --- | - |
| Svédország       | 5 | 4  | 1 | 0 | 26 | 7  | +19 | 9 |
| Egyesült Államok | 5 | 4  | 1 | 0 | 25 | 10 | +15 | 9 |
| Csehszlovákia    | 5 | 3  | 0 | 2 | 34 | 16 | +18 | 6 |
| Románia          | 5 | 1  | 1 | 3 | 13 | 29 | –16 | 3 |
| NSZK             | 5 | 1  | 0 | 4 | 21 | 30 | –9  | 2 |
| Norvégia         | 5 | 0  | 1 | 4 | 9  | 36 | –27 | 1 |

| 1980. február 12. | Csehszlovákia (TCH) | 11 – 0 (0–0, 5–0, 6–0) | Norvégia | Lake Placid |

|  |  |  |  |  |
|  |  |  |  |  |
|  |  |  |  |  |
|  |  |  |  |  |

| 1980. február 12. | NSZK (FRG) | 4 – 6 (1–1, 3–2, 0–3) | Románia | Lake Placid |

|  |  |  |  |  |
|  |  |  |  |  |
|  |  |  |  |  |
|  |  |  |  |  |

| 1980. február 12. | Egyesült Államok (USA) | 2 – 2 (0–1, 1–0, 1–1) | Svédország | Lake Placid |

|  |  |  |  |  |
|  |  |  |  |  |
|  |  |  |  |  |
|  |  |  |  |  |

| 1980. február 14. | Svédország (SWE) | 8 – 0 (3–0, 4–0, 1–0) | Románia | Lake Placid |

|  |  |  |  |  |
|  |  |  |  |  |
|  |  |  |  |  |
|  |  |  |  |  |

| 1980. február 14. | NSZK (FRG) | 10 – 4 (5–2, 3–1, 2–1) | Norvégia | Lake Placid |

|  |  |  |  |  |
|  |  |  |  |  |
|  |  |  |  |  |
|  |  |  |  |  |

| 1980. február 14. | Egyesült Államok (USA) | 7 – 3 (2–2, 2–0, 3–1) | Csehszlovákia | Lake Placid |

|  |  |  |  |  |
|  |  |  |  |  |
|  |  |  |  |  |
|  |  |  |  |  |

| 1980. február 16. | Egyesült Államok (USA) | 5 – 1 (0–1, 3–0, 2–0) | Norvégia | Lake Placid |

|  |  |  |  |  |
|  |  |  |  |  |
|  |  |  |  |  |
|  |  |  |  |  |

| 1980. február 16. | Csehszlovákia (TCH) | 7– 2 (0–1, 3–0, 2–0) | Románia | Lake Placid |

|  |  |  |  |  |
|  |  |  |  |  |
|  |  |  |  |  |
|  |  |  |  |  |

| 1980. február 16. | Svédország (SWE) | 5 – 2 (1–0, 4–1, 0–1) | NSZK | Lake Placid |

|  |  |  |  |  |
|  |  |  |  |  |
|  |  |  |  |  |
|  |  |  |  |  |

| 1980. február 18. | Svédország (SWE) | 7 – 1 (2–0, 4–0, 1–1) | Norvégia | Lake Placid |

|  |  |  |  |  |
|  |  |  |  |  |
|  |  |  |  |  |
|  |  |  |  |  |

| 1980. február 18. | Csehszlovákia (TCH) | 11 – 3 (5–1, 5–0, 1–2) | NSZK | Lake Placid |

|  |  |  |  |  |
|  |  |  |  |  |
|  |  |  |  |  |
|  |  |  |  |  |

| 1980. február 18. | Egyesült Államok (USA) | 7 – 2 (2–0, 2–1, 3–1) | Románia | Lake Placid |

|  |  |  |  |  |
|  |  |  |  |  |
|  |  |  |  |  |
|  |  |  |  |  |

| 1980. február 20. | Románia (ROU) | 3 – 3 (1–1, 0–1, 2–1) | Norvégia | Lake Placid |

|  |  |  |  |  |
|  |  |  |  |  |
|  |  |  |  |  |
|  |  |  |  |  |

| 1980. február 20. | Svédország (SWE) | 4 – 2 (2–0, 1–0, 1–2) | Csehszlovákia | Lake Placid |

|  |  |  |  |  |
|  |  |  |  |  |
|  |  |  |  |  |
|  |  |  |  |  |

| 1980. február 20. | Egyesült Államok (USA) | 4 – 2 (0–2, 2–0, 2–0) | NSZK | Lake Placid |

|  |  |  |  |  |
|  |  |  |  |  |
|  |  |  |  |  |
|  |  |  |  |  |

## Helyosztók

### Az 5. helyért
| 1980. február 22. | Csehszlovákia (TCH) | 6 – 1 (5–0, 0–1, 1–0) | Kanada | Lake Placid |

|  |  |  |  |  |
|  |  |  |  |  |
|  |  |  |  |  |
|  |  |  |  |  |

### Négyes döntő
| 1980. február 22. | Finnország (FIN) | 3 – 3 (1–0, 1–1, 1–2) | Svédország | Lake Placid |

|  |  |  |  |  |
|  |  |  |  |  |
|  |  |  |  |  |
|  |  |  |  |  |

| 1980. február 22. | Egyesült Államok (USA) | 4 – 3 (2–2, 0–1, 2–0) | Szovjetunió | Lake Placid |

|  |  |  |  |  |
|  |  |  |  |  |
|  |  |  |  |  |
|  |  |  |  |  |

| 1980. február 24. | Egyesült Államok (USA) | 4 – 2 (0–1, 1–1, 3–0) | Finnország | Lake Placid |

|  |  |  |  |  |
|  |  |  |  |  |
|  |  |  |  |  |
|  |  |  |  |  |

| 1980. február 24. | Szovjetunió (URS) | 9 – 2 (4–0, 5–0, 0–2) | Svédország | Lake Placid |

|  |  |  |  |  |
|  |  |  |  |  |
|  |  |  |  |  |
|  |  |  |  |  |

Végeredmény
A táblázat tartalmazza
- a Piros csoportban lejátszott Szovjetunió – Finnország 4–2-es,
- a Kék csoportban lejátszott Egyesült Államok – Svédország 2–2-es eredményt is.

| Csapat           | M | Gy | D | V | G+ | G– | Gk | P |
| ---------------- | - | -- | - | - | -- | -- | -- | - |
| Egyesült Államok | 3 | 2  | 1 | 0 | 10 | 7  | +3 | 5 |
| Szovjetunió      | 3 | 2  | 0 | 1 | 16 | 8  | +8 | 4 |
| Svédország       | 3 | 0  | 2 | 1 | 7  | 14 | –7 | 2 |
| Finnország       | 3 | 0  | 1 | 2 | 7  | 11 | –4 | 1 |

| Az 1980. évi téli olimpiai játékok férfi jégkorongtornájának olimpiai bajnoka |
| · EGYESÜLT ÁLLAMOK · 2. cím                                                   |
| ----------------------------------------------------------------------------- |

## Végeredmény
| Helyezés | Csapat                 | M | Gy | D | V | G+ | G– | Gk  | P  |
| -------- | ---------------------- | - | -- | - | - | -- | -- | --- | -- |
| Arany    | Egyesült Államok (USA) | 7 | 6  | 1 | 0 | 33 | 15 | +18 | 13 |
| Ezüst    | Szovjetunió (URS)      | 7 | 6  | 0 | 1 | 63 | 17 | +46 | 12 |
| Bronz    | Svédország (SWE)       | 7 | 4  | 2 | 1 | 31 | 19 | +12 | 10 |
| 4.       | Finnország (FIN)       | 7 | 3  | 1 | 3 | 31 | 25 | +6  | 7  |
|          |                        |   |    |   |   |    |    |     |    |
| 5.       | Csehszlovákia (TCH)    | 6 | 4  | 0 | 2 | 40 | 17 | +23 | 8  |
| 6.       | Kanada (CAN)           | 6 | 3  | 0 | 3 | 29 | 18 | +11 | 6  |
|          |                        |   |    |   |   |    |    |     |    |
| 7.       | Lengyelország (POL)    | 5 | 2  | 0 | 3 | 15 | 23 | –8  | 4  |
| 8.       | Románia (ROU)          | 5 | 1  | 1 | 3 | 13 | 29 | –16 | 3  |
| 9.       | Hollandia (NED)        | 5 | 1  | 1 | 3 | 16 | 43 | –27 | 3  |
| 10.      | NSZK (FRG)             | 5 | 1  | 0 | 4 | 21 | 30 | –9  | 2  |
| 11.      | Norvégia (NOR)         | 5 | 0  | 1 | 4 | 9  | 36 | –27 | 1  |
| 12.      | Japán (JPN)            | 5 | 0  | 1 | 4 | 7  | 36 | –29 | 1  |